# El Juego (juego mental)
El Juego (también conocido como “The Game”) es un juego mental donde el objetivo es olvidarse del propio juego. Pensar sobre «El Juego» de cualquier forma, como por ejemplo, la propia lectura de este artículo, constituye una derrota, la cual tiene que ser anunciada cada vez que ocurre.
Dependiendo de la variación de «El Juego», el mundo entero está jugándolo todo el tiempo, aunque haya personas que no sean conscientes de ello por no haber oído hablar de El Juego anteriormente. Diversas tácticas han sido desarrolladas para aumentar el número de las personas conscientes de El Juego y así aumentar el número de derrotas.

## Reglas
Hay cuatro reglas reconocidas en El Juego.
1. Siempre que uno piensa sobre El Juego, uno pierde.
2. Las derrotas deben ser anunciadas. Diciendo en voz alta «he perdido El Juego».
3. Todo el mundo lo está jugando, aún sin conocerlo, ya que no se necesita el consentimiento.
4. No se puede dejar de jugar El Juego.

No está claro si cuando alguien habla sobre El Juego sin darse cuenta de que ha perdido, puede o no constituir una pérdida. Según la interpretación, alguien que pregunta "¿Qué es El Juego?" antes de entender las reglas puede o no perder; de igual forma, dependiendo de la forma de interpretación alguien puede perder cuando otra persona anuncia su derrota, pues la segunda regla implica que uno pierde a toda costa si se les hace pensar sobre El Juego.

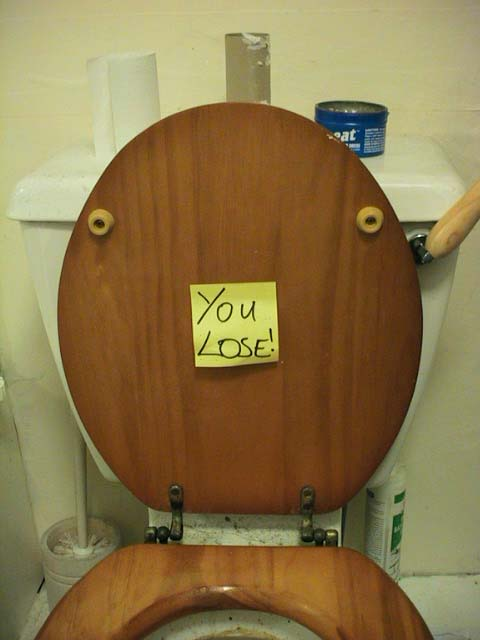
Una estrategia común es dejar notas para hacer que otros pierdan El Juego.

### Estrategias
No hay forma de que el juego finalice, la única forma de no perder es no pensar en El Juego.
Las estrategias se centran en hacer que otros pierdan. Los métodos comunes incluyen decir: "He perdido" en voz alta o escribiéndolo en una nota escondida, en grafiti en lugares públicos, o en billetes.
También pueden formarse asociaciones con El Juego (especialmente después de un tiempo) de modo que un acto que a simple vista pasa inadvertido pueda causar que uno pierda. Algunos jugadores disfrutan pensando maneras para hacer que otros pierdan.
Otras estrategias más costosas implican mercancías como camisetas, botones, tazas, carteles y pegatinas de parachoques creadas para anunciar El Juego. Este también es publicitado en sitios web y redes sociales como Facebook y X (anteriormente conocido como Twitter).

## Origen
Los orígenes de El Juego son inciertos. En un artículo de 2008 Justine Wettschreck dice que El Juego probablemente haya surgido a comienzos de la década de 1990, y se pudo haber originado en Australia o Inglaterra. Una teoría es que fue inventado en Londres en 1996 cuando dos ingenieros británicos, Dennis Begley y Gavin McDowall, perdieron su último tren y tuvieron que pasarse la noche en el andén; para evitar pensar en su situación intentaron jugar a que el primero que lo hiciera perdía. Otra teoría también localiza su origen en Londres en 1996, afirmando que fue creado por Jamie Miller "para molestar a las personas". El periodista Mic Wright de The Next Web recuerda haber jugado El Juego en su escuela a finales de los años 1990.
Aun así, El Juego puede haber sido creado en 1977 por miembros del Cambridge University Science Fiction Society intentando crear un juego en el que no aplique la teoría de juegos. Un blog de Paul Taylor en agosto de 2002 describió El Juego; en éste Taylor reclamó haberlo descubierto aproximadamente 6 meses antes. Esta es la referencia más temprana encontrada en Internet.
El Juego es generalmente extendido a través de redes sociales como Facebook, YouTube o Twitter, o bien en persona.

## Psicología
El Juego es un ejemplo de procesamiento irónico (también conocido como el "Principio del Oso Blanco"), en el que el intento de evitar los pensamientos hace que estos se vuelvan más persistentes. Hay ejemplos tempranos de procesamiento irónico: en 1840, León Tolstói jugó el "Juego del Oso Blanco" con su hermano, en el que se mantuvo "en una esquina e intentando no pensar en el oso blanco". Fiódor Dostoyevski mencionó el mismo juego en 1863 en sus Apuntes de invierno sobre impresiones de verano. Un estudio psicológico sobre El Juego realizado por Cory Antiel implicó 12 participantes; ellos fueron invitados a declarar cuándo y por qué perdieron después de cuatro semanas. El estudio arrojó que 57 % de los participantes perdieron; con base en esto Antiel concluyó que el Efecto Zeigarnik contribuyó a lo anterior. Los participantes aludieron diferentes causas de pérdida. Las razones comunes incluían perder por notas, por tiempo y por ver o pensar en otras personas que también juegan El Juego. El Primado y la sensibilización jugaron un papel clave en las pérdidas; ninguna pérdida relacionada con hábitos fue encontrada.

## Recepción

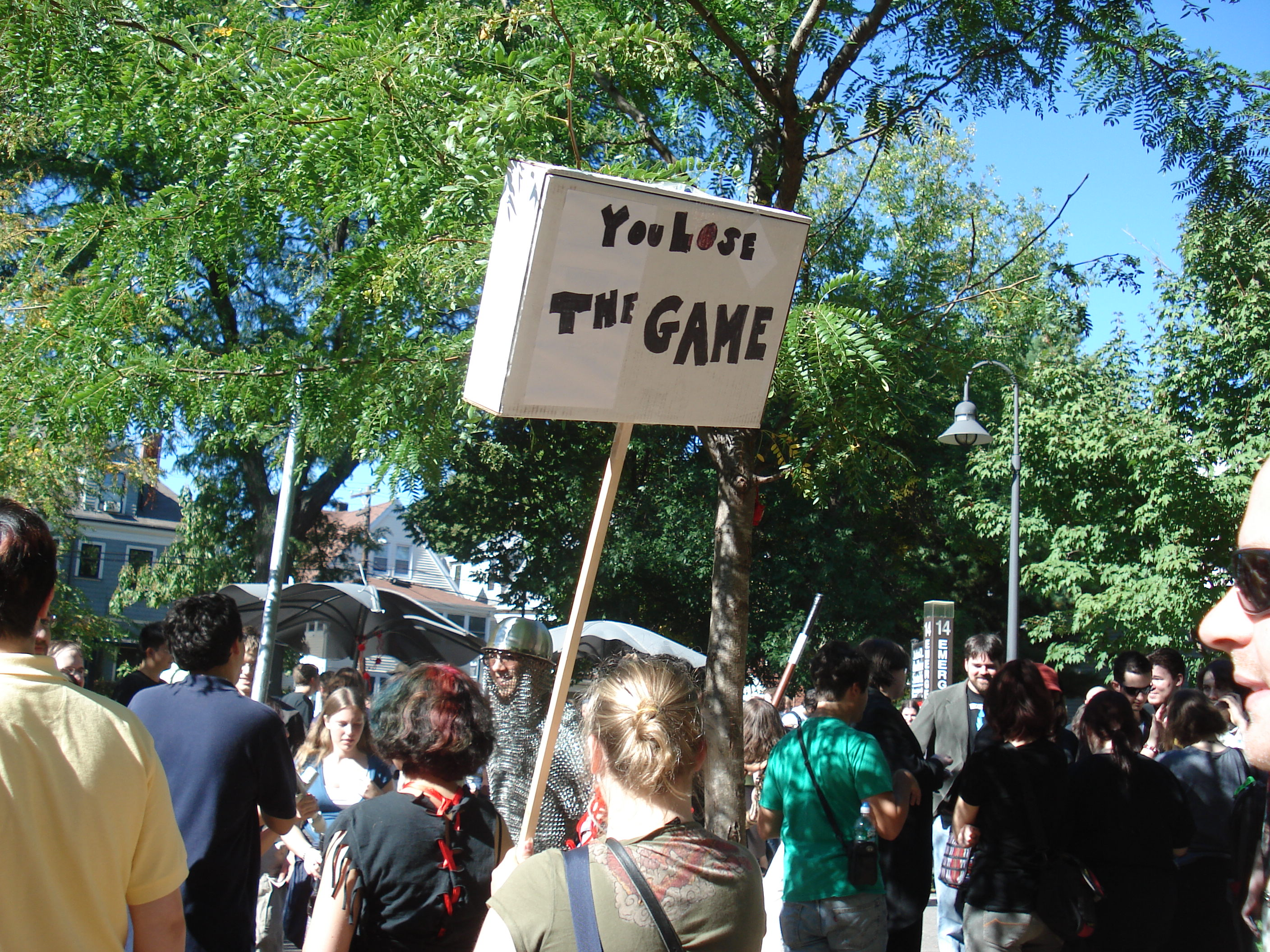
Una chica levantando un cartel de "Perdiste El Juego"

El Juego fue descrito como desafiante y divertido de jugar, y también como inútil, infantil y frustrante. En algunos foros de Internet, como Something Awful, GameSpy, y en varias escuelas (incluida una en Ohio) el Juego incluso ha sido prohibido. Generalmente es descrito como un juego, un meme y un "virus mental".
Diarios como Metro, Rutland Herald, La Prensa canadiense y De Pers publicaron artículos sobre El Juego, y Wikinews entrevistó al dueño de Losethegame.com al respecto. Se hicieron cómics sobre El Juego en Cereal de Almuerzo de Mañana de sábado, xkcd y la Vida Real. Vídeos de YouTube sobre este también poseen centenares de miles de vistas. En 2008, el grupo de Facebook más grande que representa a El Juego superó los 200,000 miembros. El motor de conocimiento WolframAlpha contesta la pregunta "Qué es El Juego?" respondiendo "perdiste."
En 2009, la encuesta de Time 100 fue manipulada por usuarios de 4chan de modo que las iniciales de primeros 21 nombres formaron un acrónimo para hacer una referencia a El Juego ("marblecake also the game").